# Бурабайский район
Бураба́йский райо́н (каз. Бурабай ауданы; до 3 сентября 2009 года — Щу́чинский район) — административная единица в составе Акмолинской области Казахстана.
Административный центр — город Щучинск.

## Название, официальные символы

### Этимология
С момент образования района 17 января 1928 года и по 3 сентября 2009 года район именовался Щучинский. Наименование происходило от административного центра — города Щучинска. В 1850 году, в 12 верстах к западу от станицы Котуркульской (ныне — село Катарколь), был образован выселок Щучинский, названный в связи с озером Щучье, возле которого непосредственно располагался населённый пункт. Согласно справочной книге Омской епархии: «озеро Щучье имеет в окружности около 30 верст и отличается своею глубиной, обилием рыбы (щука, окунь, чебак, карась) и вкусною для питья светлою на вид водою».
Указом Президента Республики Казахстан от 3 сентября 2009 года был переименован в Бурабайский район. Где Бурабай состоит из двух казахских слов: бура — «верблюд» и бай — «богатый». По легенде верблюд защищал местных жителей, предупреждая об опасности: если на деревню хотели напасть разбойники, то Бура поднимался на вершину Кокшетау и издавал громкий крик.

### Гербы
Герб — единственный официальный опознавательно-правовой знак, составленный и употребляемый в соответствии с правилами геральдики, служащий символом района (у района нет флага, гимна и знамени).
Нынешний герб — разработан в едином фирменном стиле Акмолинской области. Герб имеет форму правильного круга, с изображением главного «достояния» не только района но и области — природы Бурабая (гора Кокшетау, озеро Боровое) — тем самым интерпретируя идею про уникальность данного ландшафта среди бескрайних степей; а на левом верхнем углу изображён парящий орёл — олицетворение свободы, который также имеется на государственном флаге Казахстана. Предыдущие гербы имели схожую идею: на них изображался жемчужница, внутри которой, в качестве жемчуга — занимала природа Бурабая.
У города Щучинска и посёлка Бурабай имеются собственные гербы.

## Физико-географическая характеристика

### Географическое положение
Район расположен в северной части Акмолинской области. Площадь территории района — 5 945 км², что составляет 4,07 % от всей территории области (13-й район по территории в области). Протяжённость с юго-запада на северо-восток — равна около 145 километрам. Территория района расположена на северной части Казахского мелкосопочника.
Административно граничит на севере с Тайыншинским районом Северо-Казахстанской области, на востоке — с районом Биржан сал, на юге — с Буландынским районом, на юго-западе с — Сандыктауским районом, на западе с Зерендинским районом.
Часовой пояс
Бурабайский район, как и вся Акмолинская область, находится в часовой зоне UTC+6 («Астанинское время» — Восточно-казахстанское время).

### Климат
Климат – континентальный. Средняя годовая температура января -18°С, июля – 20°С. Значительная удалённость от океанов и морей обуславливает особый тип климата, характеризуемый большими амплитудами колебаний средних температур воздуха. Отмечается и недостаточность атмосферных осадков, годовая сумма которых в районе колеблется от 450 мм. Значительная часть осадков выпадает в период с мая по август. Климатически вегетационный период является «не засушливым» в северной части Акмолинской области. В этой зоне ГТК5-8 составляет от 0,8 до 1,0.
Большое богатство лесостепной зоны поверхностными водами объясняется более влажным климатом, который по сравнению с обычным степным климатом отличается малый продолжительностью вегетационного и безморозного периодов и малой сухостью.

### Рельеф
Рельеф района — мелкосопочный, покрытый отдельными малыми лесными массивами; в крайнем северо-востоке – преобладают равнины Западной Сибири. Территория района охватывает восточную часть возвышенности Кокшетау. Располагается самая высокая точка Акмолинской области — гора Кокшетау, с абсолютной высотой в 947 метров над уровнем моря. Общий уклон присутствует: территория, расположенная между возвышенностью в юге и горой Кокшетау в севере – образует своеобразную «низину». Средняя высота района — 400 метров над уровнем моря.

### Почвы
Почвы тёмно-каштановые. Для почв характерна широтная зональность. От луговых степей к опустыненным последовательно сменяются типы и подтипы почв: типичные, обыкновенные и южные чернозёмы, тёмно-каштановые, каштановые и светло-каштановые почвы. Развито пашенное земледелие.

### Гидрография
Реки Аршалы, Жолболды, Кайракты протекают в южной части района, озёра расположены по всей территории района – крупные из них: Малое Чебачье, Щучье, Боровое, Большое Чебачье, Котырколь, Балыкты, Кумдыколь, Урумкай, другие. Район относится к Ишимскому водохозяйственному бассейну.

### Особо охраняемые природные территории
На территории района расположена одна особо охраняемая природная территория — Государственный национальный природный парк «Бурабай», по категории МСОП являющийся вторым. В пределах заповедных зон национального парка запрещается любая хозяйственная деятельность, рекреационное использование и действует режим, соответствующий режиму заповедников. Национальный парк находится в ведении Управления делами Президента Республики Казахстан.

### Флора и фауна
Природа Бурабайского района крайне разнообразна в силу концентрации наиболее неординарных элементов для типичной степи. В настоящее время в лесах водятся олень, лось, кабан, косуля, белка, горностай, ласка, лесная куница. Из хищников встречаются волк и рысь. В степи и лесостепи часто встречаются лисицы, корсаки, хорьки и зайцы — русак и беляк, в лесах обычен барсук. Из пернатых обитают: гоголь, кряква, сера, утка.

## История

### Российская империя

#### Общие сведения
Нынешняя территория района находилась в составе Среднего жуза, который полноценно вошёл в состав Российской империи в периоде 1820—1840 годов. Присоединение данных земель имела военно-казачью характеристику: строительство укреплённых линии на юге Западной Сибири (крепости, редуты, форпосты), основания казачьих поселений (станицы, выселки), частичное и/или полное переселение военных на пустынные земли Киргизской степи.
В рамках строительства Сибирской линии, в первой четверти XVIII века были основаны и построены несколько крепостей (впоследствии образовавшие Иртышскую линию). Во второй четверти была построена Ишимская линия для обеспечения Омской крепости обороной, опорными пунктами и связью с Тарской крепости, с 1752 года была заменена Тоболо-Ишимской линией. К концу XVIII века на Тоболо-Ишимской линии числилось 9 крепостей и 16 редутов, которые соединяли Оренбургскую линию с Иртышской соответственно. Линии имели оборонительный характер, и строились для защиты от набегов кочевых народов на земли Российской империи.
Параллельно с этим осуществлялись административные и территориальные реформы на обширной Киргизской степи. Так, 26 января (7 февраля) 1822 года была образована Омская область в соответствии с Указом императора Александра I «О разделении сибирских губерний на Западное и Восточное управления» в ходе реформ по управлению Сибири, разработанных М. М. Сперанским. Новообразованная область включила часть уездов Тобольской и Томской губерний, а также земли казахского Среднего жуза (население которого теперь именовалось «сибирскими киргизами»). По «Учреждению для управления Сибирских губерний» от 22 июня (4 июля) 1822 года область разделена на внутренние и внешние округа. Внутренние округа: Омский, Семипалатинский, Усть-Каменогорский (все открыты в ноябре—декабре 1823 года), Петропавловский (открыт в январе 1824 года). Внешние округа создавались постепенно: Каркаралинский, Кокчетавский (оба открыты в 1824 году); Аягузский (1831); Акмолинский (1832); Баян-Аульский и Учбулакский (оба — 1833); Аман-Карагайский (Кушмурунский; 1834). Большая часть территории нынешнего района относилась к Кокчетавскому округу. 22 июля (3 августа) 1822 года император Александр I издаёт указ о введении разработанного М. М. Сперанским «Устава о сибирских киргизах», вводивший систему управления для киргиз-кайсаков, согласно которому: «Киргиз-кайсакские кочевья располагались во внешних (пограничных и близлинейных) округах Омской области 15–20 волостей, волость объединяла 10–12 аулов, в ауле насчитывалось 50–70 кибиток. Во главе аула стоял старшина, избиравшийся на 3 года большинством голосов (решение утверждалось окружным начальством). Волость возглавлялась султаном, власть которого передавалась по наследству. Адм.-полицейскую и частично судебную власть в округе осуществлял окружной приказ в составе старшего султана (пред.; выбирался султанами из своей среды на 3 года, утверждался начальником Омской области) и заседателей — двух российских (назначались областным начальником) и двух киргиз-кайсакских [избирались на 2 года из т. н. почётных киргизов (биев) старшинами и биями].». Было образовано Западно-Сибирское генерал-губернаторство, включавшее в собственный состав Тобольскую, Томскую губерний и Омскую область.
Омская область была ликвидирована Высочайше утверждённым Положением 6 апреля 1838 года № 11122 «Об отдельном управлении Сибирскими Киргизами». Омский и Петропавловский внутренние округа отошли к Тобольской губернии, Семипалатинский и Усть-Каменогорский округа — к Томской губернии.
Внешние округа в итоге образовали Область Сибирских киргизов в соответствии с указаниями в утверждённом 19 (31) мая 1854 года императором Николаем I Положении об управлении Семипалатинской областью. Административным центром был определён город Омск, не входивший в состав Области. Делилась на 5 округов: Акмолинский, Баян-Аульский, Кар-Каралинский (Каркаралинский), Кокчетавский, Куш-Мурунский. Указом от 12 апреля 1859 года был упразднён Куш-Мурунский округ с включением его волостей в Кокчетавский и образован Атбасарский округ.
Область Сибирских киргизов была ликвидирована Именным указом, данным Сенату 21 октября 1868 года № 46380 «О преобразовании управления Киргизскими степями Оренбургского и Сибирского ведомств и Уральским и Сибирским казачьими войсками» в рамках административно-территориальных реформ 1867-1868 годов. Территория разделена на Акмолинскую и Семипалатинскую области. До открытия 1 января 1869 года Акмолинской области город Омск временно был причислен к Тобольской губернии. Кокчетавский округ был включен в состав новообразованной Акмолинской области. С 1898 года – преобразован в уезд.

#### Станицы Котуркульская, Щучинская
Одним из первых населённых пунктов, появившимся на территории нынешнего района — казачье поселение — станица Котуркульская, основанная в 1849 году, на южном берегу озера Куртъ-Куль в связи с «военной и хозяйственной колонизацией» Киргизской степи. Жителями станицы явились не только военные, но и крестьяне, зачисленные в войсковое сословие. Крестьяне-переселенцы в основном были выходцами из граничащих с Сибирью — Оренбургской и Саратовской губерний, переселившиеся в течений 1849—1851 годов. В 1850 году, недалеко от станицы Котуркульской, был основан выселок Щучинский, впоследствии ставший станицей Щучинской.
Особенностью данных селений являлась весьма разнообразный этнический состав — помимо русских имелись поволжские татары и мордва. Причём последние составляли большинство в станице Щучинской или заметную часть в других селений (в Нижне-Бурлукской, Котуркульской станицах, посёлке Аиртавском и т. д.). Г. Е. Катанаев отмечал: «по наружному виду — складу лица, цвету кожи, волос и глаз, по росту и до-родству — мордва-казаки, можно сказать, почти ничем в настоящее время не отличаются от большинства великороссов; особого какого-либо типа мордвина не выделяется… В характере также не замечается выдающихся особенностей: сравнительно с хохлами их можно считать подвижнее, восприимчивее и не так упрямыми, хотя упрямство, по-видимому, им более прирождено, чем великороссу…».
В станице Котуркульской на 1879 год проживало 1579 чел., из них русские — 706 (44,71 %), украинцы — 844 (53,45 %), мордва — 29 (1,84 %). В посёлке Щучинском — 1 463 чел., русские — 363 (24,81 %), украинцы — 542 (37,04 %), мордва — 558 (38,15 %).
В станице Котуркульской в 1853 году была построена однопрестольная церковь во имя Николая Чудотворца, освящена в 1855 году. В 1903 году была расширена. В 1872 году была построена деревянная церковь в станице Щучинской.

#### Переселение крестьян
Начиная со второй половины XIX века, на земли Киргизской степи начинают переселяться крестьяне из европейских губерний Российской империи, данное деяние обусловлено несколькими основополагающими факторами:
- реформы 1867—1868 годов объявили территорию нынешнего Казахстана государственной собственностью;
- неурожаи в центральных губерниях России — острая надобность в пахотных землях;
- опора царского правительства на переселенческую политику.

В периоде 1868—1905 годов (до «Столыпинских реформ»), на территории нынешнего района были основаны несколько поселений (по алфавиту): «Баямбай», «Введеновское» (1902), «Дмитровское» (1895), «Дорофеевское» (1879), «Златопольское» (1902), «Николаевское», «Успено-Юрьевское», «Федосеевское», «Черноярское» (1903) и другие.
На 1893 год, находилась на киргизских волостях Котуркульской и Зерендинской (обе – основаны в 1869 году). На начало 1917 года населённые места относились в основном к Дмитриевской (23 селений) и Котуркульской (4 селений) волостям, и в малой степени к Александровской, Викторовской и Николаевской волостям Кокчетавского уезда.
По данным на 1896 год, Кокчетавский уезд состоял из восьми волостей с общим населением в 107 070 человек, в том числе казахов — 72 398 (67,62 %). Последние представляли различные роды племен аргын, керей, уак и отчасти кипчак Среднего жуза. Наиболее многочисленными среди них были аргыны и кереи. Основными родами, расселенными на территории Кокчетавского уезда, были род аксары племени керей и рода атыгай и караул племени агрын. Род аксары был переселён из Омского уезда царской властью во время восстания Кенесары Касимова. Им были отведены территория Котуркульской волости с озером Боровое и вся северная полоса Акмолинского округа. Род караул расселялся на севере и северо-востоке уезда, от реки Чаглинка до реки Ишим, занимая Зерендинскую и Джиландинскую волости. Род Атыгай в основном были населены на севере и северо-западе уезда.
Казахи Кокчетавского уезда наряду со скотоводством издавна были знакомы и с богарным земледелием. Роды, а внутри них хозяйственные единицы, имели свои определённые пути кочевания. Интенсивное переселение русских крестьян, особенно усилившиеся после отмены крепостного права вызвало в Кокчетавском уезде «земельную тесноту». Оседание казахских хозяйств требовало закрепления за ними пастбищной территории, а необходимость добывания средств существования вызвала к жизни земледелие нового типа, образцом для которого было земледельческое хозяйство русских переселенцев. По данным на 1896 год, если земледелием занималось всего 22,3 % населения уезда, то к 1907 году — уже 47 %.

### Советский период
25 апреля 1921 года из Акмолинского (75 волостей), Атбасарского (51 вол.), Кокчетавского (63 вол.) и Петропавловского (44 вол.) уездов Омской губернии была образована Акмолинская губерния. В ходе укрупнения волостей, на основании постановления ВЦИК КазССР от 5 июля 1923 года:
- Котуркульская волость образованная в Русско-Котуркульскую была присоединена к Щучинской волости;
- Дмитриевская, Николаевская и 3 других волостей образовали Советскую волость, с административным центром в селе Николаевском;
- Викторовская волость была присоединена к Балкашинской волости;
- Александровская и другие 6 волостей образовали Крестьянскую волость.

По состоянию на начало 1924 года, Кокчетавский уезд состоял из 17 волостей. Балкашинская волость, с административным центром в селе Балкашинское, включала в собственный состав — 25 сельсоветов, 50 селений, 6 501 дворов с общим населением в 35 335 человек; Крестьянская волость, с административным центром в городе Кокчетав — включала 17 сельсоветов, 23 селений, 3 125 дворов с общим населением в 18 856 человек; Советская — 16 сельсоветов, 43 селений, 2 923 дворов с 18 083 чел; Щучинская — 11 сельсоветов, 37 селений, 3 396 дворов с 18 901 чел.
17 января 1928 года Акмолинская губерния ликвидирована (Утверждено ВЦИК 3 сентября 1928 года). Из уездов и волостей губернии были созданы районы Акмолинского, Павлодарского, Кзыл-Джарского (Петропавловского) и Сыр-Дарьинского округов. Было введено окружное деление. Из волостей упразднённого Кокчетавского уезда были образованы районы Кзыл-Джарского округа:
- Щучинская волость была преобразована в Щучинский район;
- Балкашинская и часть Советской (другая часть вошла в состав Щучинского района) волостей образовали Балкашинский район;
- часть Крестьянской волости образовала Крестьянский район, часть — вошла в состав Щучинского района.

10 мая 1928 года Кзыл-Джарский округ был переименован в Петропавловский. 17 декабря 1930 года на основании постановления ВЦИК от 23 июля 1930 года Петропавловский округ был ликвидирован:
- Балкашинский район присоединен к Арык-Балыкскому району;
- Крестьянский — к Кокчетавскому; часть Кокчетавского — к Арык-Балыкскому и Щучинскому районам;
- Часть Энбекшильдерского – к Щучинскому, а часть Щучинского — к Энбекшильдерскому.

17 декабря 1930 года на основании постановления ВЦИК от 23 июля 1930 года окружное деление упразднено и введено районное деление, в основу которого положены укрупненные районы. 20 февраля 1932 года районы вошли в состав образованных 6 областей (Утверждено ВЦИК от 10 марта 1932 года). Щучинский район был включен в состав Карагандинской области.
Постановлением ВЦИК от 29 июля 1936 года — Щучинский район вместе с другими 15 северными районами Карагандинской области был включен в состав Северо-Казахстанской области.
Указом Президиума ВС СССР от 14 октября 1939 года — был передан в состав Акмолинской области.
Указом от 16 марта 1944 года «Об образовании Кокчетавской и Талды-Курганской областей в составе Казахской ССР» — был включен в состав Кокчетавской области.
На начало 1940 года, в районе насчитывалось 12 сельсоветов, 1 город и 1 посёлок с общей территорией в 4,1 тыс. км².
5 августа 1920 года В. И. Ленин подписал Постановление Совнаркома РСФСР о строительстве железной дороги «Петропавловск — Кокчетав». Несмотря на некоторые исключительные моменты в административном и продовольственном отношений, к 1922 году железная дорога была построена. В дальнейшем, прокладка дороги была продолжена до станции Щучье, и уже в 1925 году по линии «Петропавловск – Щучье» прошёл первый поезд со скоростью 30 км/ч. А к осени 1929 года была заложена уже до Акмолинска. В 1935 году было сдано в эксплуатацию вагонное депо, а станция «Курорт Боровое» превратилась в крупный железнодорожный узел.
До освоения целины в районе было 29 маломощных колхозов, сдававшие государству ежегодно 26 тыс. тонн зерна. Посевная площадь составляла 105 тыс. гектар. Во время мероприятий по освоению целины, за короткий срок было освоено более 110 тыс. гектаров целинных и залежных земель. Мелкие колхозы были объединены в 13 совхозов, 2 райспецхозобъединения — за ними было закреплено 445 тыс. гектаров сельхозугодий, из них 237 тыс. — пашни. За годы 11-й пятилетки среднегодовая сдача зерна возросла в 5,3 раза, в 12,5 раза возросли заготовки картофеля. С созданием птицефабрики и совхоза «Окжетпес» — стала решаться проблема обеспечения населения овощами круглый год. Было развито также животноводство: если в 1954 году имелось около 17 тыс. голов КРС, то в 1984 году — в 3 раза больше; с 3 до 28 тыс. голов возросло количество свиней; с 8 до 11,7 тыс. голов птицы. В городе Щучинске были построены: ремзавод «Казремстроймаш», трест «Щучинсккурортстрой», заводы нерудных строительных материалов и железобетонных изделий.
Указом Президиума Верховного Совета КазССР от 30 июля 1957 года, город Щучинск Кокчетавской области отнесён к категории городов областного значения.
С декабря 1960 года по октябрь 1965 года — район вместе с областью находился в составе Целинного края.
В 1970-80 годы были введены в строй: мясокомбинат, мебельная и швейная фабрики, производственные объекты РМЗ «Агрореммаш», Гормолзавод. С 1983 года на железнодорожной участке «Целиноград — Кокчетав» открылось движение первых электропоездов.
По состоянию на 1989 год, в Щучинском районе — 1 поссовет и 16 сельсоветов.

### Независимый Казахстан
7 октября 1993 года согласно Постановлению Президиума Верховного Совета Республики Казахстан от 07 октября 1993 года № 2410 — XII «Об упорядочении транскрибирования на русском языке топонимов, наименований и переименований отдельных административно-территориальных единиц Республики Казахстан» Кокчетавскую область стали транскрибировать на русском языке как «Кокшетаускую».
2 мая 1997 года Указом Президента Казахстана город Щучинск был отнесён к категории городов районного значения.
3 мая 1997 года Указом Президента Республики Казахстан Кокшетауская область упразднена, территория упразднённой области входит в состав Северо-Казахстанской области. 8 апреля 1999 года — город Кокшетау, Зерендинский, Енбекшильдерский и Щучинский районы входят в состав Акмолинской области.
В 1997 году Боровское лесное хозяйство было преобразовано в государственное учреждение «Природно-оздоровительный лесной комплекс „Бурабай“». А в 2000 году создано государственное учреждение «Государственный национальный природный парк „Бурабай“» на площади 83 511 гектаров, из них 47 600 га покрыто лесом. В 2010 году площадь парка была расширена до 129 935 га.
Указом Президента Республики Казахстан от 3 сентября 2009 года № 862 «О переименовании Щучинского района Акмолинской области» — Щучинский район был переименован в Бурабайский.

## Население
| Численность населения Бурабайского района | Численность населения Бурабайского района | Численность населения Бурабайского района | Численность населения Бурабайского района | Численность населения Бурабайского района | Численность населения Бурабайского района | Численность населения Бурабайского района | Численность населения Бурабайского района | Численность населения Бурабайского района |
| 1939                                      | 1959                                      | 1970                                      | 1979                                      | 1989                                      | 1999                                      | 2004                                      | 2005                                      | 2006                                      |
| ----------------------------------------- | ----------------------------------------- | ----------------------------------------- | ----------------------------------------- | ----------------------------------------- | ----------------------------------------- | ----------------------------------------- | ----------------------------------------- | ----------------------------------------- |
| 45 782                                    | ↘26 135                                   | ↗38 588                                   | ↘32 063                                   | ↗37 170                                   | ↗81 739                                   | ↘76 825                                   | ↗77 405                                   | ↗78 132                                   |
| 2007                                      | 2008                                      | 2009                                      | 2010                                      | 2011                                      | 2012                                      | 2013                                      | 2014                                      | 2015                                      |
| ↗78 653                                   | ↗79 061                                   | ↘73 169                                   | ↗73 393                                   | ↗73 545                                   | ↗74 011                                   | ↗74 794                                   | ↗75 179                                   | ↘74 610                                   |
| 2016                                      | 2017                                      | 2018                                      | 2019                                      | 2020                                      | 2021                                      | 2022                                      |                                           |                                           |
| ↗75 155                                   | ↘74 921                                   | ↗75 105                                   | ↗75 363                                   | ↘74 965                                   | ↘74 395                                   | ↘73 757                                   |                                           |                                           |

Городское население
Всего в районе лишь один населённый пункт имеет статус города — Щучинск, где проживают 46 494 чел. или 63,04 % района.
До преобразования Щучинска в город, — городское население района образовывало рабочий посёлок Боровое.
В периоде 1957—1992 годов, город Щучинск не входил в состав района, так как являлся городом областного значения, но являлся административным центром района.
| Численность городского населения Бурабайского района | Численность городского населения Бурабайского района | Численность городского населения Бурабайского района | Численность городского населения Бурабайского района | Численность городского населения Бурабайского района | Численность городского населения Бурабайского района | Численность городского населения Бурабайского района | Численность городского населения Бурабайского района | Численность городского населения Бурабайского района |
| 1939                                                 | 1999                                                 | 2004                                                 | 2005                                                 | 2006                                                 | 2007                                                 | 2008                                                 | 2009                                                 | 2010                                                 |
| ---------------------------------------------------- | ---------------------------------------------------- | ---------------------------------------------------- | ---------------------------------------------------- | ---------------------------------------------------- | ---------------------------------------------------- | ---------------------------------------------------- | ---------------------------------------------------- | ---------------------------------------------------- |
| 4919                                                 | ↗45 254                                              | ↘41 561                                              | ↗42 010                                              | ↗42 615                                              | ↗42 952                                              | ↗43 201                                              | ↗44 106                                              | ↗44 331                                              |
| 2011                                                 | 2012                                                 | 2013                                                 | 2014                                                 | 2015                                                 | 2016                                                 | 2018                                                 | 2019                                                 | 2020                                                 |
| ↗44 596                                              | ↗45 004                                              | ↗45 615                                              | ↗45 896                                              | ↘45 429                                              | ↗46 008                                              | ↗46 480                                              | ↗46 810                                              | ↗46 870                                              |
| 2021                                                 | 2022                                                 |                                                      |                                                      |                                                      |                                                      |                                                      |                                                      |                                                      |
| ↘46 726                                              | ↘46 494                                              |                                                      |                                                      |                                                      |                                                      |                                                      |                                                      |                                                      |

### Национальный состав
| №  | Национальность | 1939 год         | 2009 год         |
| -- | -------------- | ---------------- | ---------------- |
| 1  | Русские        | 28 154 (61,50 %) | 35 331 (48,29 %) |
| 2  | Казахи         | 7 673 (16,76 %)  | 28 633 (39,13 %) |
| 3  | Украинцы       | 6 905 (15,08 %)  | 2 327 (3,18 %)   |
| 4  | Немцы          | 188 (0,41 %)     | 2 252 (3,08 %)   |
| 5  | Белорусы       | 426 (0,93 %)     | 908 (1,24 %)     |
| 6  | Татары         | 484 (1,06 %)     | 829 (1,13 %)     |
| 7  | Поляки         | 227 (0,50 %)     | 761 (1,04 %)     |
| 8  | Ингуши         | -                | 550 (0,75 %)     |
| 9  | Корейцы        | 129 (0,28 %)     | 324 (0,44 %)     |
| 10 | Чеченцы        | -                | 122 (0,17 %)     |
| 11 | Другие         | 2 080 (4,54 %)   | 1 132 (2,47 %)   |
| 12 | Всего          | 45 782 (100,00%) | 73 169 (100,00%) |

### Религиозный состав
Согласно Национальной переписи Республики Казахстан 2009 года:
| № | Представители конфессии | Численность | Процентное соотношение |
| - | ----------------------- | ----------- | ---------------------- |
| 1 | Христиане               | 39 348      | 53,78 %                |
| 2 | Мусульмане              | 29 641      | 40,51 %                |
| 3 | Буддисты                | 54          | 0,07 %                 |
| 4 | Иудеи                   | 23          | 0,03 %                 |
| 5 | Другие                  | 5           | 0,01 %                 |
| 6 | Неверующие              | 3 393       | 4,64 %                 |
| 7 | Отказались указать      | 705         | 0,96 %                 |
| 8 | Всего                   | 73 169      | 100,00 %               |

### Половозрастной состав
По данным Национальной переписи населения Республики Казахстан 2009 года:
| Возраст     | Мужчины, чел. | Женщины, чел. | Общая численность, чел. | Доля от всего населения, % |
| ----------- | ------------- | ------------- | ----------------------- | -------------------------- |
| 0 — 14 лет  | 7 796         | 7 335         | 15 131                  | 20,68 %                    |
| 15 — 64 лет | 24 518        | 26 165        | 50 683                  | 69,27 %                    |
| от 65 лет   | 2 542         | 4 813         | 7 355                   | 10,05 %                    |
| Всего       | 34 856        | 38 313        | 73 169                  | 100,00 %                   |

- Мужчины — 34 856 (47,64%). Женщины — 38 313 (52,36%).

## Административно-территориальное устройство
| №        | Административная единица           | Карта | Административный центр | Количество населённых пунктов | Население, 1999 | Население, 2009 | Процентная доля |
| -------- | ---------------------------------- | ----- | ---------------------- | ----------------------------- | --------------- | --------------- | --------------- |
| 1e-06    | Городские поселения:               |       |                        |                               |                 |                 |                 |
| 1        | Город Щучинск                      |       | город Щучинск          | 1                             | 45 254          | ↘44 106         | 60,28 %         |
| 1.000002 | Сельские поселения:                |       |                        |                               |                 |                 |                 |
| 2        | Абылайханский сельский округ       |       | село Кызылагаш         | 4                             | 3 022           | ↘2 590          | 3,54 %          |
| 3        | Сельский округ Атамекен            |       | аул Атамекен           | 6                             | 2 324           | ↘2 167          | 2,96 %          |
| 4        | Боровская поселковая администрация |       | посёлок Бурабай        | 3                             | 6 284           | ↘4 977          | 6,80 %          |
| 5        | Веденовский сельский округ         |       | село Веденовка         | 4                             | 1 785           | ↘1 360          | 1,86 %          |
| 6        | Зеленоборский сельский округ       |       | село Зелёный Бор       | 6                             | 5 361           | ↘4 733          | 6,47 %          |
| 7        | Златопольский сельский округ       |       | село Златополье        | 7                             | 3 754           | ↘2 913          | 3,98 %          |
| 8        | Катаркольский сельский округ       |       | село Катарколь         | 4                             | 3 380           | ↘3 156          | 4,31 %          |
| 9        | Кенесаринский сельский округ       |       | аул Кенесары           | 3                             | 3 047           | ↘2 383          | 3,08 %          |
| 10       | Урумкайский сельский округ         |       | село Урумкай           | 8                             | 3 796           | ↘2 930          | 4,00 %          |
| 11       | Успеноюрьевский сельский округ     |       | село Успеноюрьевка     | 6                             | 2 515           | ↘1 854          | 2,53 %          |

### Населённые пункты
В Бурабайском районе — 52 населённых пункта.
| №  | Населённый пункт | Тип                           | Население, 1999 | Население, 2009 | Административная единица           |
| -- | ---------------- | ----------------------------- | --------------- | --------------- | ---------------------------------- |
| 1  | Акылбай          | село                          | 952             | ↗972            | Абылайхановский сельский округ     |
| 2  | Атамекен         | аул                           | 836             | ↘823            | Сельский округ Атамекен            |
| 3  | Баянбай          | аул                           | 946             | ↘600            | Кенесаринский сельский округ       |
| 4  | Брусиловка       | село                          | 210             | ↘133            | Кенесаринский сельский округ       |
| 5  | Бурабай          | посёлок                       | 5 523           | ↘4 225          | Боровская поселковая администрация |
| 6  | Веденовка        | село                          | 1 212           | ↘1 015          | Веденовский сельский округ         |
| 7  | Вишнёвое         | село                          | 97              | ↘51             | Катаркольский сельский округ       |
| 8  | Дмитриевка       | село                          | 613             | ↘441            | Урумкайский сельский округ         |
| 9  | Жанажол          | село                          | 163             | ↗164            | Сельский округ Атамекен            |
| 10 | Жанаталап        | село                          | 351             | ↘252            | Зеленоборский сельский округ       |
| 11 | Жанатуган        | село                          | 114             | ↘60             | Веденовский сельский округ         |
| 12 | Жаркайын         | село                          | 145             | ↘106            | Сельский округ Атамекен            |
| 13 | Жасыл            | село                          | 523             | ↘459            | Сельский округ Атамекен            |
| 14 | Зелёный Бор      | село                          | 3 554           | ↘2 670          | Зеленоборский сельский округ       |
| 15 | Златополье       | село                          | 1 413           | ↘1 316          | Златопольский сельский округ       |
| 16 | Карабауыр        | село                          | 259             | ↘231            | Абылайхановский сельский округ     |
| 17 | Карабулак        | село                          | 281             | ↘186            | Веденовский сельский округ         |
| 18 | Карагай          | село                          | 152             | ↘25             | Успеноюрьевский сельский округ     |
| 19 | Каражар          | село                          | 451             | ↘404            | Сельский округ Атамекен            |
| 20 | Карашилик        | село                          | 774             | ↘665            | Урумкайский сельский округ         |
| 21 | Катарколь        | село                          | 2 922           | ↘2 854          | Катаркольский сельский округ       |
| 22 | Кенесары         | аул                           | 1 829           | ↘1 598          | Кенесаринский сельский округ       |
| 23 | Киндиккарагай    | село                          | 405             | ↘252            | Урумкайский сельский округ         |
| 24 | Клинцы           | село                          | 91              | ↘56             | Успеноюрьевский сельский округ     |
| 25 | Ключевое         | село                          | 93              | ↘53             | Катаркольский сельский округ       |
| 26 | Корнекты         | село                          | 272             | ↘229            | Урумкайский сельский округ         |
| 27 | Красный Кордон   | село                          | 239             | ↘203            | Урумкайский сельский округ         |
| 28 | Кульстан         | село                          | 167             | ↘104            | Урумкайский сельский округ         |
| 29 | Кумызынай        | село                          | 323             | ↘276            | Зеленоборский сельский округ       |
| 30 | Кызылагаш        | село                          | 1 350           | ↘276            | Абылайхановский сельский округ     |
| 31 | Лесной Хутор     | село                          | 301             | ↘122            | Златопольский сельский округ       |
| 32 | Мадениет         | село                          | 975             | ↘662            | Зеленоборский сельский округ       |
| 33 | Молбаза          | село                          | 158             | ↘129            | Зеленоборский сельский округ       |
| 34 | Наурызбай батыра | аул                           | 1 217           | ↘744            | Зеленоборский сельский округ       |
| 35 | Николаевка       | село                          | 840             | ↘673            | Успеноюрьевский сельский округ     |
| 36 | Новоандреевка    | село                          | 297             | ↘122            | Златопольский сельский округ       |
| 37 | Обалы            | село                          | 783             | ↘585            | Златопольский сельский округ       |
| 38 | Озёрное          | село                          | 336             | ↘225            | Абылайхановский сельский округ     |
| 39 | Окжетпес         | село                          | 761             | ↘687            | Боровская поселковая администрация |
| 40 | Райгородок       | село                          | 168             | ↘144            | Успеноюрьевский сельский округ     |
| 41 | Савинка          | село                          | 465             | ↘428            | Златопольский сельский округ       |
| 42 | Сарыбулак        | село                          | –               | 65              | Боровская поселковая администрация |
| 43 | Сосновка         | село                          | 268             | ↘198            | Катаркольский сельский округ       |
| 44 | Сотниковка       | село                          | 152             | ↘108            | Златопольский сельский округ       |
| 45 | Тулькули         | село                          | 343             | ↘232            | Златопольский сельский округ       |
| 46 | Ульгиалган       | село                          | 102             | ↘44             | Успеноюрьевский сельский округ     |
| 47 | Урумкай          | село                          | 1 127           | ↘964            | Урумкайский сельский округ         |
| 48 | Успеноюрьевка    | село                          | 1 162           | ↘912            | Успеноюрьевский сельский округ     |
| 49 | Федосеевка       | село                          | 178             | ↘99             | Веденовский сельский округ         |
| 50 | Шиели            | село                          | 206             | ↗211            | Сельский округ Атамекен            |
| 51 | Щучинск          | город, административный центр | 45 254          | ↘44 106         | Город Щучинск                      |
| 52 | Ынталы           | село                          | 199             | ↘72             | Урумкайский сельский округ         |

#### Упразднённые населённые пункты
Совместным решением XIX сессии Северо-Казахстанского областного Маслихата и Акима области от 30 октября 1998 года № 19/10-241 «Об исключении из учетных данных населенных пунктов области, утративших статус самостоятельных административно-территориальных единиц» (зарегистрировано Управлением юстиции Северо-Казахстанской области 15 декабря 1998 года № 43):
- село Оразбулак Абылайханского сельского округа было переведено в категорию иных поселений и исключено из учётных данных;
- село Щедринка Златопольского сельского округа было переведено в категорию иных поселений и исключено из учётных данных;
- село Кордон–Приозёрный Катаркольского сельского округа было переведено в категорию иных поселений и исключено из учётных данных.

Постановлением акимата Акмолинской области от 11 июня 2007 года № А-6/203 и решением Акмолинского областного маслихата от 11 июня 2007 года № ЗС-27-14 «О внесении изменений в административно-территориальное устройство Акмолинской области по Щучинскому району» (зарегистрированное Департаментом юстиции Акмолинской области 11 июля 2007 года № 3228):
- населённые пункты Абылайханского сельского округа — сёла Баянбай, Жанкара, Старый Карабаур были переведены в категорию иных поселений и исключены из учётных данных:
  - поселение упразднённого населённого пункта Баянбай — вошло в состав села Акылбай;
  - поселение упразднённого населённого пункта Жанкара — вошло в состав села Озёрное;
  - поселение упразднённого населённого пункта Старый Карабаур — вошло в состав села Новый Карабаур;
- населённый пункт Веденовского сельского округа — село Крупское было переведено в категорию иных поселений и исключено из учётных данных:
  - поселение упразднённого населённого пункта Крупское — вошло в состав села Карабулак;
- населённый пункт Зеленоборского сельского округа — село Подхоз было переведено в категорию иных поселений и исключено из учётных данных:
  - поселение упразднённого населённого пункта Подхоз — вошло в состав села Зелёный Бор;
- населённый пункты Наурызбайского сельского округа — сёла Айгабак, Бидайык были переведены в категорию иных поселений и исключены из учётных данных:
  - поселение упразднённого населённого пункта Айгабак — вошло в состав аула Наурызбай батыра
  - поселение упразднённого населённого пункта Бидайык — вошло в состав аула Наурызбай батыра
- населённый пункт Успеноюрьевского сельского округа — село Ковалёвка было переведено в категорию иных поселений и исключено из учётных данных;
  - поселение упразднённого населённого пункта Ковалёвка — вошло в состав села Успеноюрьевка.

Постановлением акимата Акмолинской области от 10 июня 2011 года № А-5/217 и решением Акмолинского областного маслихата от 10 июня 2011 года № 4С-33-8 «О переводе в категорию иных поселений некоторых сел Акмолинской области по Бурабайскому и Жаксынскому районам», зарегистрированное Департаментом юстиции Акмолинской области 11 июля 2011 года № 3394:
- село Мезгильсор Абылайханского сельского округа было переведено в категорию иных поселений, и исключено из учетных данных;
- поселение упразднённого населённого пункта — вошло в состав села Кызылагаш.

Постановлением акимата Акмолинской области от 13 декабря 2013 года № А-11/556 и решением Акмолинского областного маслихата от 13 декабря 2013 года № 5С-20-10 «Об изменении административно-территориального устройства Акмолинской области» (зарегистрированное Департаментом юстиции Акмолинской области 21 января 2014 года № 3976):
- населённые пункты разъезд 17, 19 были переведены в категорию иных поселений и исключены из учётных данных;
- поселения упразднённых населённых пунктов — вошли в состав села Кенесары.

| №  | Населённый пункт  | Тип     | Административная единица       | Дата упразднения |
| -- | ----------------- | ------- | ------------------------------ | ---------------- |
| 1  | Айгабак           | село    | Наурызбайский сельский округ   | 11.07.2007       |
| 2  | Баймбай           | село    | Абылайханский сельский округ   | 1991—1998        |
| 3  | Бидайык           | село    | Наурызбайский сельский округ   | 11.07.2007       |
| 4  | Жанкара           | село    | Абылайханский сельский округ   | 11.07.2007       |
| 5  | Ковалёвка         | село    | Успеноюрьевский сельский округ | 11.07.2007       |
| 6  | Кордон-Приозёрный | село    | Катаркольский сельский округ   | 15.12.1998       |
| 7  | Крупское          | село    | Веденовский сельский округ     | 11.07.2007       |
| 8  | Мезгильсор        | село    | Абылайханский сельский округ   | 11.07.2011       |
| 9  | Многосопочное     | село    | Златопольский сельский округ   | 1991—1998        |
| 10 | Оразбулак         | село    | Абылайханский сельский округ   | 15.12.1998       |
| 11 | Подхоз            | село    | Зеленоборский сельский округ   | 11.07.2007       |
| 12 | Разъезд 17        | разъезд | Кенесаринский сельский округ   | 21.01.2014       |
| 13 | Разъезд 19        | разъезд | Кенесаринский сельский округ   | 21.01.2014       |
| 14 | Старый Карабаур   | село    | Абылайханский сельский округ   | 11.07.2007       |
| 15 | Щедринка          | село    | Златопольский сельский округ   | 15.12.1998       |

## Экономика

### Промышленность
На территории района располагаются промышленные предприятия разных отраслей: от железнодорожного предприятия до швейной фабрики.
Основные промышленные предприятия района:
- ТОО «Кайсар-Б» — разведка и разработка месторождений полезных ископаемых[53];
- ТОО «Райгородок» — недропользование, добывание золота[54].
- Филиал АО «НК «КТЖ» — курорт Боровое РСП»;
- ТОО «Боровское локомотивно–вагоноремонтное депо» — ремонт локомотивов и пассажирских вагонов[55];
- ТОО «Рауан – Бурабай» — ремонт и техническое обслуживание железнодорожного подвижного состава[56];
- ТОО «Вагоно-ремонтное депо «Бурабай» — обеспечение железнодорожным транспортом предприятий агропромышленного комплекса[57];
- ТОО «Щучинский КМЗ» — производство котлов[58];
- ТОО «Столярный цех» — производство деревянных изделий[59];
- ТОО «Провизор» — производство, изготовка лекарств[60].

### Сельское хозяйство
Общая площадь территории района составляет — 5 945 км². Из них земли сельскохозяйственного назначения — 3 645 км² (61,31 %), земли населённых пунктов — 669 км² (11,25 %), земли промышленности, транспорта, связи, для нужд космической деятельности, обороны, национальной безопасности и иного несельскохозяйственного назначения — 70 км² (1,18 %), земли особо охраняемых природных территории — 901 км² (15,16 %), земли лесного фонда — 406 км² (6,83 %), земли водного фонда — 127 км² (2,14 %), земли запаса — 127 км² (2,14 %).
Площадь пастбищ по Бурабайскому району на землях сельскохозяйственного назначения 139964 гектаров, на землях населенных пунктов 52595 гектаров, на землях лесного фонда 1922 гектаров, на землях запаса 11219 гектаров.
Производством хлебобулочных изделий занимаются — 7 ТОО и 20 индивидуальных предпринимателей. Производством молочных продуктов — 1 ТОО, колбасных изделий — 1 ТОО и ИП. Переработкой рыбы занимается Фирма «Руст» ИП Рудиков Е. Н., производством полуфабрикатов — 1 ТОО и 2 ИП. Яйца куриного — 1 ТОО, муки — 1 филиал и 5 ТОО. Безалкогольные напитки производит ТОО «Напитки».

### Транспорт
Через территорию района проходит Трансказахстанская железнодорожная магистраль, соединяющая жителей района со столицей страны городом Астана — на юге и городами Кокшетау и Петропавловск — на севере. Железная дорога в районе Нур-Султана — входит в Южно-Сибирскую железнодорожную магистраль, в районе Петропавловска — в Транссибирскую магистраль. Всего в районе 4 станции.
Из автомобильных дорог проходят — республиканского значения А-1, областных значений — Р-7 «Дороги Боровской курортной зоны», Р-46 «Подъезд к развлекательному центру "Шучинско — Боровской курортной зоны».

## Главы
| Фамилия, имя, отчество            | Должность | Период руководства    |
| --------------------------------- | --------- | --------------------- |
| Акимов Рашит Каиржанович          | аким      | 1999—2004             |
| Аубакиров Руслан Шохметович       | аким      | 2004—2006             |
| Аканов Болат Аубаевич             | аким      | 2006—2008             |
| Балахонцев Владимир Николаевич    | аким      | 2008—2012             |
| Газиз Алиби Газизович             | аким      | 2012—2013             |
| Нуркенов Нурлан Жанбыршыулы       | аким      | 2013—2014             |
| Ташмагамбетов Тулеген Жумабекович | аким      | 2014—2017             |
| Караулов Канат Серикович          | аким      | 2017—2019             |
| Муздыбаев Асет Азаматулы          | аким      | 2019—2023             |
| Садыков Арай Серикбаевич          | аким      | с 5 августа 2023 года |

## Достопримечательности

### Парк
На территории района расположен — Государственный национальный парк «Бурабай», считающийся главной природной достопримечательностью.
В 1898 году в посёлке было создано лесничество для сохранения природы этого края. В состав заповедника, занимающего площадь 130 км², с 1935 года входили озёра и леса, которые окружали поселок. В 1951 году лесничество было упразднено. Через 49 лет руководством Казахстана было принято решение территорию бывшего лесничества преобразовать в национальный парк.
Сейчас здесь располагается 14 озёр, где туристы могут заняться рыбной ловлей. Озера оборудованы для пляжного отдыха. Пологий спуск к реке прекрасно подходит для отдыха с детьми. В зимний период центральная часть парка становится местом для любителей горнолыжного спорта.
Эту местность называют «Казахстанской Швейцарией» из-за величественных гор и природы поразительной красоты. Сюда приезжают, чтобы восстановить органы дыхания, проверить теорию лечения кумысом и вдоволь полюбоваться великолепными пейзажами. Бурабай — удивительное место: среди жёлтых безжизненных степей расположился настоящий оазис, окружённый горами и густым хвойно-лиственным лесом. Также на территории посёлка находятся 14 водоемов с чистой водой и обилием рыбы. Главным из них считается озеро Боровое — природный заповедник с песчаными и каменными берегами и прозрачной водой.
Но не только водоёмами славится Бурабай: на его территории раскинулись причудливые горы. Как например: скала Жумбактас, гора Болектау, пещера Кенесары и др. Они не очень высокие — всего около 300–600 м. Наиболее популярной считается Верблюжья гора. На неё можно подняться и вдоволь полюбоваться открывающимися пейзажами и видом на Щучинские сопки.

### Музеи
На территории курорта создан Музей природы. Это двухэтажное здание находится в центре поселка в районе базара Береке.
На первом этаже музея, в центре зала расположен большой макет карты Щучинско-Боровской курортной зоны, со всеми озерами. Весь этаж разделён на три выставочных зала, в которых были представлена вся фауна региона. В двух залах находятся в зеркальных кубах чучела животных и птиц. Чучела выполнены в настоящую величину.
Ботайский музей — уникальный парк, открытие которого приурочено к 20-ти летию Астаны представляет собой архитектурно-культурный ансамбль, состоящий из семи жилищ Ботайской эпохи, диаметром 8-10 метров. Базой для домов стали котлованы глубиной в один метр. Сверху котлованов возведены купола из брёвен, забитые травой и мхом, покрытые шкурами, поверх заделанные глиной, саманом и дерном. Все жилища соединены между собой подземным ходом, и каждое из них уникально по-своему: где-то будут проходить обряды, в другом желающие могут заняться промыслом, в третьем представлен оружейный ряд данной эпохи, в соседнем жилище покажут, как изготавливали кумыс и т.д. Ботайский музей состоит из семи жилищ соединенными между собой подземными ходами. Диаметр жилищ 8-10 метров. Содержания жилищ представлены бытом и несут информацию о ботайской культуре. В одной жилище можно увидеть, как проходили обряды древней культуры, в другой можно заняться промыслом, в третьей узнать, как готовили кумыс, далее представлены оружие эпохи энеолита и т.д.
Цель проекта: устойчивое непрерывное восполнение древних культурных традиций казахстанского народа, возможность эффективной пропаганды исторического вклада граждан Казахстана в мировую культурную сокровищницу и создание условий для активной пропаганды культурных достижений Казахстана, развитие туристической индустрии Акмолинского региона.
Многие знаменитые ученые жили и работали в Боровом во времена Великой Отечественной войны, в музее Абылай хана — проводятся экспозиции, посвященные этим выдающимся личностям и историческим событиям, связанным с прошлыми веками. В заведении располагается обширная библиотека.

## Известные жители и уроженцы
- Амринов, Баяш Каутанович (1939—2017) — советский и казахстанский табунщик, Герой Социалистического Труда (1981). Депутат Совета Союза Верховного Совета СССР 11 созыва (1984—1989) от Кокчетавской области.
- Ворожцов, Борис Иванович (1929—2021) — советский и российский учёный, кандидат физико-математических наук (1956), доктор технических наук (1974), профессор (1975), действительный член Международной Академии наук экологии, безопасности человека и природы.
- Горизонтов, Пётр Дмитриевич (1902—1987) — советский патофизиолог и радиобиолог, доктор медицинских наук, академик АМН СССР, профессор, ученик А. А. Богомольца.
- Дорогов, Сергей Иванович (род. 1950) — советский и российский актёр театра и кино.
- Капанина, Светлана Владимировна (род. 1968) — российский пилот, семикратная абсолютная чемпионка мира в женском зачёте (1996, 1998, 2001, 2003, 2005, 2007, 2011 гг.)[65] по самолётному спорту.
- Куница, Алексей Сергеевич (1912—1943) — старший сержант Рабоче-крестьянской Красной Армии, участник Великой Отечественной войны, Герой Советского Союза (1944).
- Полонкоев, Мурад Махиевич (род. 1944) — ингушский художник и скульптор, Народный художник Ингушетии и России (2005), почётный член Российской академии художеств, председатель Ингушского отделения Союза художников России.
- Смирнов, Владимир Михайлович (род. 1964) — советский и казахстанский лыжник, олимпийский чемпион 1994 года, четырёхкратный чемпион мира, 4-кратный серебряный и двукратный бронзовый призёр Олимпийских игр, многократный чемпион СССР. Бывший член МОК. Двукратный обладатель Большого Хрустального глобуса (сезоны 1990/1991,1993/1994). Один из сильнейших лыжников мира второй половины 80-х и в 90-е годы XX века.
- Чеботько, Николай Сергеевич (1982—2021) — казахстанский лыжник, бронзовый призёр чемпионата мира 2013 года, участник четырёх Олимпиад. Универсал, одинаково успешно выступал и в спринте и в дистанционных гонках, предпочитал классический стиль передвижения на лыжах. Заслуженный мастер спорта Республики Казахстан (июнь 2013). В 2019 году за вклад в развитие отечественного спорта был награжден медалью "Ерен еңбегі үшін" ("за трудовое отличие").[66] Почётный гражданин Бурабайского района (декабрь 2020)[67].
- Чудаков, Александр Павлович (род. 1938) — советский, русский филолог, литературовед и писатель, педагог, специалист по творчеству А. П. Чехова.
- Яглинский, Михаил Васильевич (1922—1978) — советский офицер, Герой Советского Союза (1945), участник Великой Отечественной войны в должности командира взвода 110-й отдельной разведроты 158-й стрелковой дивизии 4-й ударной армии 1-го Прибалтийского фронта.